# Heinrich Wilhelm von Goertz
Heinrich Wilhelm von Goertz (Görtz), född omkring 1670, död 1707. var en tysk riksfriherre och militär som tjänade i flera olika arméer.
Heinrich Wilhelm von Goertz var överste i polsk-sachsisk tjänst och senare befälhavare för fjärde infanteriregementet av ryska hjälptrupper. Han häktades där men flydde till svensk tjänst där han 1706 blev chef över Görtz bajerska infanteriregemente och senare Görtz bajerska dragonregemente. År 1707 fråntogs han befälet och häktades, och avled under tiden i arrest.